# Xã Parker, Quận Marshall, Minnesota
Xã Parker (tiếng Anh: Parker Township) là một xã thuộc quận Marshall, tiểu bang Minnesota, Hoa Kỳ. Năm 2010, dân số của xã này là 35 người.